# Heluz
HELUZ cihlářský průmysl a.s. je česká firma, která vyrábí a na trh dodává kompletní cihelný systém pro hrubou stavbu a je největším českým výrobcem cihelného materiálu.[zdroj?] Má výrobní závody ve třech lokalitách. V posledních letech[kdy?] investovala společnost do modernizace a automatizace provozů (rovnací a paletovací linky), nemalé finanční prostředky byly vynaloženy na zlepšení životního prostředí v okolí cihelen, neboť bylo na každé cihelně vybudováno zařízení na čištění spalin.

## Historie
Historie firmy sahá do roku 1876, kdy byla v Dolním Bukovsku vystavena první žárová pec Janem Řehořem, který otevřel první těžebnu cihlářské suroviny. Podnik zaznamenal poměrně rychlý růst. V roce 1895 měla cihelna 18 stálých zaměstnanců. Zajímavostí je, že zde pracovalo více žen než mužů. Zemina byla kopána krumpáčem, po navlhčení vodou, šlapána bosýma nohama a posléze ručně udusána do dřevěných forem. Vyražené plné cihly pak byly sušeny proudícím vzduchem v prostorných kolnách.
Koncem 19. století se řízení podniku ujal syn zakladatele, František Řehoř. Podnik zmodernizoval a na místě staré cihelny postavil čtrnáctikomorovou kruhovou pec s 36 metrů vysokým komínem. Brzy na to přibyla další dominanta a to 33 metrů vysoký komín parního stroje. Lisování plných cihel a střešních tašek bobrovek bylo zmechanizováno. V této době se značně zvýšila výroba a na koňských potazích byly cihly a tašky označené monogramem „Ř“ rozváženy do širokého okolí. Období první republiky přineslo modernizaci těžby cihlářské hlíny. Krumpáče a tvrdou manuální práci nahradil korečkový bagr na elektrický pohon.
Rodu Řehořů cihelna patřila až do roku 1950, kdy se stala jedním z výrobních závodů tehdejšího národního podniku Jihočeské cihelny. Po důkladném průzkumu ložiska tu byla na počátku sedmdesátých let postavena moderní cihelna. V roce 1992 byla vrácena rodinným příslušníkům původních majitelů. Majitelem cihelny se stal Ing. Vladimír Heluz, který pokračoval dále ve výrobě cihlářského sortimentu a keramobetonové prefabrikace pod názvem HELUZ cihlářský průmysl v.o.s. (v roce 2023 transformována na akciovou společnost).
V roce 1993 společnost v Bukovsku spustila novou linku na výrobu keramických stropních nosníků, o rok později byla zahájena výroba cihelných bloků SUPERTHERM a v roce 1996 výroba nosných roletových překladů
Společnost se postupně rozrostla o další výrobní závody: Jistrop s. r. o. Dolní Bukovsko, cihelnu Hevlín (1994) a cihelnu Libochovice (2000). Vyrábí velké množství různých cihel, jenž se používají na stavbu domů ale i komínů.
V roce 2009 byl v Hevlíně otevřen nový závod s nejmodernější technologií pro výrobu cihelných bloků, zahájena výroba nové řady cihelných bloků HELUZ Family pro nízkoenergetické a pasivní domy.

## Profil společnosti
Společnost vyrábí komplexní sortiment cihlářských výrobků pro hrubou stavbu a je největším českým výrobcem cihelného materiálu.[zdroj?] Má výrobní závody ve třech lokalitách. V Dolním Bukovsku, kde sídlí centrála společnosti, je cihlářská výroba, výroba vodorovných konstrukcí, roletových překladů a komínových systémů. V Hevlíně u Znojma jsou dva výrobní závody na kompletní cihlářský sortiment. Cihelna Hevlín II je jeden z nejmodernějších výrobních závodů v Evropě, který je zařízen špičkovou technologií a produkují se zde cihelné bloky s nejlepšími tepelněizolačními vlastnostmi. V Cihelně Libochovice nedaleko Prahy se vyrábí cihelné bloky, doplňky a také keramické stropní panely HELUZ.